# Conus rubiginosus
Conus rubiginosus é uma espécie de gastrópode do gênero Conus, pertencente a família Conidae.